# جو وونغ
جو وونغ (بالإنجليزية: Joe Wong)‏ هو لاعب كرة قدم أمريكية أمريكي، ولد في 24 فبراير 1976 في Waimānalo, Hawaii ‏ في الولايات المتحدة.

## وصلات خارجية
- جو وونغ على موقع مرجع كرة القدم المحترفة.كوم (الإنجليزية)